# Mary DeMarle
Mary DeMarle (siglo XX) es una escritora de videojuegos. Es más conocida por su trabajo con las series de juegos Myst, Deus Ex y Marvel's Guardians of the Galaxy.

## Trayectoria
DeMarle se licenció en Ciencias de la Universidad de Siracusa en Producción de Televisión, Radio y Cine.
DeMarle comenzó su carrera como escritora trabajando en la industria del entretenimiento. Los primeros créditos de DeMarle como escritora de videojuegos fueron para el juego Myst III: Exile de 2001. Fue la escritora principal de Deus Ex: Human Revolution y su secuela de 2016 Deus Ex: Mankind Divided.
DeMarle es conocida por escribir para juegos con narrativas con múltiples ramificaciones. Fue la líder narrativa del juego Marvel's Guardians of the Galaxy de 2021. En 2022, DeMarle se unió a BioWare como directora narrativa sénior.

## Reconocimientos
En 2012, ganó el Premio Canadiense de Videojuegos al Mejor Guion por Deus Ex: Human Revolution. En 2021 fue reconocida con un The Game Awards a la mejor narrativa por Guardianes de la Galaxia y también obtuvo el premio DICE al logro destacado en la historia.

## Obra
| Año  | Título                           | Rol                                              |
| ---- | -------------------------------- | ------------------------------------------------ |
| 2001 | Myst III: Exile                  | Escritora                                        |
| 2003 | Homeworld 2                      | Escritora                                        |
| 2004 | Myst IV: Revelation              | Escritora                                        |
| 2011 | Deus Ex: Human Revolution        | Diseñadora de la narrativa y escritora principal |
| 2016 | Deus Ex: Mankind Divided         | Directora Ejecutiva de la narrativa              |
| 2021 | Marvel's Guardians of the Galaxy | Líder narrativa                                  |